# Список персонажей «Кулак Полярной звезды»
Ниже представлен список персонажей из манги «Кулак Полярной звезды».

## Хокуто Синкэн
Хокуто Синкэн (北斗神拳) — древнее боевое искусство, основанное на нескольких боевых техниках из Китая 1800 лет назад. Их основателем был Сюкэн, член древней правящей линии, практикующей боевое искусство «Хокуто Сэкэ». Сюкён объединил Хокуто Сэкэ с Сэито Гэккэн, чтобы образовать Хокуто Синкэн. Особенность данного боевого искусства заключается в том, что противнику наносятся точечные удары по нескольким из 708 точек силы, которые затем разрывают его изнутри.

### Кэнсиро
Кэнсиро (яп. ケ ン シ ロ ウ Кэнсиро) — главный герой истории, самый младший из братьев Хокуто и избранный наследник искусства боя Хокуто Синкэн (北斗神拳). Когда был ребёнком, его отправили в Японию вместе со своим будущим братом Рао и его братом Токи, бежав из охваченной войны страны Асура. Так Кэнсиро наряду с Рао, Токи и другими учениками усыновил Рюкэн и обучил искусству Хокуто Синкэн. После ядерной катастрофы, Кэнсиро пытался жить в мире со своей невестой Юрией, пока Джаги не начал подстрекать Сина, ревнивого соперника школы Хокуто Синкэн сделать вызов и затем победить Кэнсиро. Син в наказание за поражение, крадёт невесту и оставляет на груди Кэнсиро шрам в форме медведицы. После этих событий, выживший Кэнсиро отправляется на поиски своей пропавшей невесты и отличался в сражения беспощадностью, особенно против Сина, Джаги и Рао. Тем не менее Кэнсиро продолжает защищать слабых и исцелять их.

Кэнсиро

Спустя годы, Кэнсиро присоединился к выросшим Бату и Лин, которые сформировали армию Хокуто, чтобы отбить теперь коррумпированных воинов Генто Кюкена .
В бою он использует технику Кэираку Хико (経絡秘孔) или просто Хико. Данная техника позволяет поражать скрытые точки противника и буквально взрывать его изнутри. Также Кэнсиро с помощью этой техники способен наоборот лечить человека и возвращать его к жизни. В то время, как обычный боец способен использовать 30 % всей своей силы, Кэнсиро при помощи техники Тэнрю Коую Хо (転龍呼吸法) способен задействовать до 70 % силы своего тела.
Изначально Тэцуо Хара, автор манги, хотел изобразить Кэнсиро, как подростка из 80-х годов Японии, который сражался против конкурирующей школы боевых искусств, при этом согласно старому синопсису, Кэнсиро являлся 23-м наследником семейного боевого искусства Хакуто Синкэн. При этом данный Кэнсиро отличался гораздо большей жизнерадостностью, но его жизнь побила после того, как его подругу Юки убивают, Кэнсиро обвиняют в убийстве и объявляют в розыск. Позже. Буронсон, писатель пересмотрел персонажа и решил сделать его взрослым и наделить полу-легендарным статусом, вдохновляясь актёром боевых искусств Брюсом Ли и персонажем Максом Рокатански из сериала Безумный Макс.
В опросе, организованным японской компанией Oricon в 2007 году, Кэнсиро занял третье место в списке сильнейших в истории персонажей, уступив место Сон Гоку из Dragon Ball и Дораэмону из манги Doraemon. 13 сентября 2008 года компания Nippon Seinenkan в рамках юбилея 25-летия манги, организовала свадебную церемонию между Кэнсиро и Юрией. На церемонии присутствовали 3000 фанатов и создатели манги. Также с персонажем связан известный интернет-мем, включающий коронную фразу персонажа You Are Already Dead (яп. お前はもう死んでいる Омаэ Ва Моː Синдэиру, Ты уже мёртв), которую Кэнсиро произносит каждый раз перед тем, как противника внезапно разрывает изнутри после применения техники Кэираку Хико. Мем зародился ещё в 2010 году и в этом же году пришёлся пик его популярности. Также характерные выкрики Кэнсиро во время исполнения коронной техники — А-ТАТАТАТАǃ из-за своего смешного звучания также стали мемом и объектом многочисленных пародий. Помимо всего в изображением персонажа выпускались экшен-фигурки.
Сэйю: Акира Камия (аниме), Такэхито Коясу (OVA)

### Рао
Рао (яп. ラ オ ウ Раоː) — старший из братьев Хокуто, уверен в своей силе и что именно он был достоин стать единственным наследником техник Хакути Синкэн. Но когда наследником стал Кэнсиро, Рао не смог простить ему это, убив своего наставника Рюкэна, сам Рюкэн перед смертью завещал Рао прекратить заниматься боевыми искусствами, так как он из-за своих гордых амбиций никогда не сможет достичь истинного мастерства своего боевого искусства. Однако Рао решил стать «спасителем мира» и для этого сначала хочет завоевать его, для чего создал армию приспешников, состоящих в том числе из его друзей детства Рэина и Сога. Позже он завоёвывает подземный город Кассандры и захватывает замок короля Демона, переименовывая его в Кэн-о. Рао становится жестоким тираном и упоминается, как Верховный правитель конца столетия (世紀末 覇者) в противовес Кэнсиро, который считается «спасителем века».

Рао

В его армию также входят брат Джаги, Амибам Уигчут, Юда, Рюга, старший брат невесты Юрии, невесты Кэнсиро и другие. Также Рао владеет огромным чёрным жеребцом по имени Кокуо-Го (黒王号). После попытки взять Рюро в свою армию, стал ещё более жестоким в совершении своих целей.
Влияние на реальный мир персонаж оказал оригинальным способом, когда японские продюсеры театрального фильма Raoh Den Gekitō no Shō провели в Токио постановочную похоронную службу Рао, которая состоялась 18 апреля 2008 года. Похоронная служба была снята и выпущена вместе с бонусными DVD к фильму. Также с его изображением выпускались экшн-фигурки.
Сэйю: Кэндзи Уцуми

### Токи
Токи (яп. ト キ  Токи) — второй из братьев Хокуто. Пацифист и использует Хокуто Синкэн, чтобы лечить людей. Его уникальная и придуманная им техника — Хокуто Удзёкэн позволяет лечить или уничтожать цель, а жертва вместо боли испытывает эйфорию. Родом из страны Шура и наряду с Кэнсиро, был усыновлён Рюкэном. Сначала Рюкэн не тренировал Токи, но видя его большой потенциал, решил тоже делать мастером боевых искусств, а сам Токи пообещал, что остановит Рао, если тот собьётся со своего истинного пути. Токи и Кэнсиро вскоре стали друзьями, позже Токи лично тренировал Кэнсиро некоторым приёмам. Защищая Кэнсиро и Юрию, получил радиационную болезнь, которая осталась с ним на всю жизнь.
Сэйю: Такая Хаси

### Джаги
Джаги (яп. ジャギ Дзяги) — третий из братьев Хокуто. Обманчивый и злой, Джаги не останавливается ни перед чем, чтобы победить противника и часто идёт на хитрые уловки и обман. Тем не менее, ему не удавалось должным образом владеть техникой Хакуто Синкэн, поэтому Джаги полагается в большей степени на свой дробовик в стремлении быстро избавится от противника. После неудачной попытки убить Кэнсиро, он остался с сильно изуродованной головой, как напоминание о его неудаче. Следовательно, он прячет голову, надевая железный шлем. Не скрывая свою сильную ненависть к Кэнсиро, Джаги был тем, кто манипулировал Сином, убедив предать Кэнсиро. Впоследствии он выгравировал у него семь шрамов на груди, как на груди Кена, и начал терроризировать многочисленных жителей деревни своей бандой, утверждая, что Джаги и есть сам настоящий Кенсиро. Впоследствии Кэнсиро победил его, даже несмотря на то, что к этому моменту, Джаги освоил основы Нанто Сейкэна, а также Хокуто Синкена.
Сэйю: Кодзи Тотани

### Рюкэн
Рамон Касуми (яп. 霞 羅門 Касуми Рамон)/Рюкэн (яп. リュウケン Рюкэн) — предыдущий преемник стиля Хокуто Синкэн. Обучал Рао, Кэнсиро, Токи и Джаги. После того, как он выбрал Кэнсиро в качестве своего преемника, был убит Рао, не пережив его удара. Кэнсиро долгое время не знал истинной причины смерти Рюкэна, ему сказали, что Рюкэн умер от болезни, пока Токи не раскрыл позорную тайну во время первой битвы. И Кэнсиро, и Рао размышляют о учениях Рюкэна в трудных ситуациях. Его настоящее имя — Рамон Касуми, он младший сводный брат Янь Вана.
Сэйю: Дзюндзи Тиба, Рюдзи Саикати

### Корю
Сёки (яп. ショウキ Сёки) — бывший соперник Рюкэна, который конкурировал с ним за правопреемство владения Хокуто Синкэн. Во время поединка, Корю и Рюкен поняли, что их сила и навыки равны, и что они оба могут быть убиты в бою. Признавая это, что Корю решил отказаться от возможности стать преемником и начал жить аскетической мирной жизнью в горах. Рао после исцеления себя от раны, подаренной ему Кэнсиро, бросает вызов Корю, чтобы проверить его тело и победить его.

## Нанто Сэикэн
Нанто Сэикэн (南斗聖拳) боевая техника ассасинов, полная противоположность стилю Хокуто Синкэн, уничтожающему противника изнутри и её основная цель — нанесение противнику как можно большее количество ран. Школа Нанто Сэикэн состоит из 108 сект и шести главных мастеров, известных, как Нанто Року Сэикэн (南 斗六 聖 拳), чьи судьба переплетаются со звездой в созвездии Нанто. За исключением последнего генерала Нанто, который не использует боевое искусство, каждый мастер Нанто обучается в стиле Нанто Сэйкэн, названного в честь определённой птицы.

### Син

Син

Син (яп. シ ン Син) — первый серьёзный противник Кэнсиро. Является преемником боевого искусства Нанто Сэикэн. Был другом и соперником Кэнсиро и влюблён в Юрию, но знал, что её сердце принадлежало Кэнсиро и оставил её. Однако его разум был затуманен Джаги. Впоследствии он напал на Кэнсиро, разрушил могильный камень Рюкэна, украл Юрию и наложил семь шрамов на Кэнсиро. Затем он формирует организацию Кинг и строит для Юрии город южного креста. Однако так и не добившись её любви и девушка даже пытается покончить самоубийством. В схватке с Кэнсиро, он утверждал, что не причастен к смерти Юрии и сам спрыгнул с крыши собственного дворца.
Сэйю: Такуя Киримото

### Рэй
Рэй (яп. レ イ Рэи) — преемник боевого искусства Нанто Сиутёкэн (南 斗 水鳥 拳), самого элегантного варианта стиля Нанто Сэикэн. Находясь на тренировке, его родная деревня подвергалась нападению со стороны «Человека с семью рубцами» (который на самом деле был Джаги, претворяющимся Кэнсиро), который убил родителей Рей и похитил его сестру Айли. В поисках похитителя своей сестры, он встретил настоящего Кэнсиро и Мамию, работая шпионом на Клан Фанга. Рэй в результате отрекается от клана Фанг и те в отместку выслеживают и похищают Айли. После того, как его сестра была спасена Кэнсиро, Рэй преисполненный чувством благодарности, решает следовать за Кэнсиро и помогать ему и сделал вызов Рао от имени Кэнсиро, но был побеждён. Рао решил жестоко расправится с Рэем, создав у него рану, из которой сочится кровь и за три дня должна истощить Рэя, та Рэй решает провести последние несколько дней своей жизни, бросив вызов сопернику Юде, который когда-то мучил Мамию. Примирившись с судьбой и после победы над Юдой, Рэй вскоре умирает.
Сэйю: Канэто Сиодзава

### Юда
Юда (яп. ユ ダ Дзюда) — преемник стиля Нанто Кисукакукэн (南 斗 紅 鶴 拳), специализируется на атаках дальнего действия. Заявляет, что он самый сильный и красивый из всех бойцов и даже готов предать собственных подчинённых ради собственно выгоды. Тренировался вместе с Рэем и стал ему завидовать, что элегантный стиль Рэя получил большее признание, чем его собственный среди сверстников. Рэй, стремясь отомстить за Мамию (она когда-то была частью гарема Юды, состоящей из женщин-рабов), Рэй бросает вызов Юде на матче. После своего поражения над Рэем, Юда признаёт силу Рэя и даже тайно восхищается им перед смертью.
Сэйю: Бин Симада

### Сю
Сю (яп. シ ュ ウ Сю) — преемник стиля Нанто Хакурокэн (南 斗 白鷺 拳), специализируется на ударах. Друг Лэя и когда-то был заместителем командира Саузера и его верным союзником. Некоторое время до основных событий, от стал свидетелем, как Кэнсиро в кумитэ победил 9 соперников, последователей школы Нанто Сэикэн, а Сю стал его последним противником и быстро победил молодого воина, но пощадил его, пожертвовав своим зрением, с тех пор, по словам Сю, он научился «видеть» сердцем, что стало для него лучшим даром. После ядерной войны, вёл движение сопротивления против Саузера и его империи для чего воссоединяется с ныне взрослым Кэнсиро. Сю, в конечном итоге борется с Саузером, чтобы спасти своих жителей, но побеждён после того, как Саузер разрывает сухожилия в его ногах, что делает Сю неспособным исполнять его акробатические приёмы. После чего Сю был вынужден нести шпиль, который должен стать последней частью нового «святого мавзолея Саузера». После того, как он забрался на пирамиду, был атакован стрелами. Прибывший Кэнсиро попытался спасти Сю, но Саузер убивает Сю, тот перед смертью на короткий момент снова видит глазами.
Сэйю: Кацудзи Мори

### Юрия

Юрия

Юрия (яп. ユ リ ア Дзюриа) — представитель благородной родословной Нанто. Невестка Кэнсиро, но восхищается и другими мужчинами, в частности Рао, Токи, Сином и Юдзой. После того, как Кэнсиро был побеждён Сином, согласилась следовать за Сином, чтобы спасти жизнь Кэнсиро. Однако она не может терпеть последующие злодеяния, которые Син совершает от её имени и пытается совершить самоубийство, спрыгнув с крыши дворца Шин на Южном Кресте; но была спасена. Она становится последним генералом нанто и приказывает атаковать Рао. Кэнсиро отправляется в столицу Нанто, узнав, что она жива, но до Юрии первым добирается Рао, используя её в качестве приманки для своей последней битвы с Кэнсиро. Кэнсиро побеждает Рао и воссоединяется с Юрией, только чтобы узнать, что она умирает от того же радиационного отравления, которое убило Токи. Узнав об этом, Рао применяет свою технику, чтобы продлить оставшеюся жизнь Юрии на несколько лет из нескольких месяцев, которые она изначально имела. Она проводит свои оставшиеся годы, живя уединённой жизнью с Кэнсиро. В OVA сериях Kenshiro Den известно, что она беременна ребёнком Кэнсиро.
Сэйю: Юрико Ямамото

### Саузер
Саузер (яп. サ ウ ザ ー Саудзаː) — преемник стиля Нанто Хо-окэн (南 斗 鳳凰 拳), самого совершенного стиля Нанто Сэикэн, поэтому никто из других преемников Нанто Сэикэн не способен его победить. Суть его стиля заключается в невероятной скорости и мощности. Тем не менее его возможно победить при помощи техники Тэнсё Дзюдзи Хо (天翔 十字 鳳), которая подобно Хокуто Синкэн, передаётся только к одному наследнику, при этом ученик должен убить своего мастера. Там не менее Сузер не восприимчив к большинству атак Хокуто Синкэн благодаря своему «Императорскому доспеху». Саузер был осиротевшим ребёнком, которого принял к себе Огай, предыдущий носитель техники Хо-окэн, который решил обучить Саузера боевым искусством. Во время последней тренировке, Огай намеренно позволяет себя себя убить, чтобы передать технику. Травмированный Саузер отверг чувства и стал холодным. После ядерной катастрофы, он становится Святым Императором (聖帝), порабощается людей, чтобы построить Мавзолей Святого Креста, святилище своему покойному учителю. Был в конце концов побеждён и убит Кэнсиро, который узнал слабое место его боевых техник.
Сэйю: Бандзё Гинга

## Нанто Госясэи
Нанто Госясэи (南斗五車星), их владельцы состоят из хранителей Юрии, последнего генерала Нанто. Каждый из членов школы Нанто олицетворяет определённый элемент природы; ветер (風), облако (雲), огонь (炎), гора (山) и море (海).

### Хуэй
Хуэй Ветряной (яп. 風のヒューイ  Кадзэ но Хюиː) — лидер бригады ветра, который владеет боевым стилем, использующим давление воздуха, чтобы оставлять противнику режущиеся раны. Хуэй — первый член Госясэи, бросивший вызов Рао и был немедленно побеждён.
Сэйю: Кадзуюки Согабэ

### Сюрэн
Сюрэн Огненный (яп. 炎のシュレン Хоноː но Сюрэн) — лидер корпуса Огня и использует Госю Эндзикэн (五 車 炎 情 拳), позволяющее окутывать его тело огнём. После смерти Хуэя, Сюрэн клянётся отомстить Рао и жертвует собой в попытке убить Рао, но это оказывается бесполезным.
Сэйю: Норио Вакамото

### Дзюдза
Дзюдза Облачный (яп. 雲のジュウザ Кумо но Дзюдза) — вундеркинд и соперник Рао по боевым искусствам с детства. В бою использует придуманную им же технику Гарю но Кэн (我 流 の の 拳), которая подходит его свободной и духовной личности. Друг детства Юрии, Дзюдза был сильно влюблён в Юрию, однако его мечты об отношениях были разрушены, когда он узнал, что на самом деле младший сводный брат Юрии (сам является внебрачным сыном). Впоследствии он решил вести отшельнический образ жизни время от времени вступая в сражения и не желает вмешиваться в дела других, пока не узнаёт истинную личность последнего Нанто-генерала. Дзюдза бросает вызов Рао и умудряется украсть его коня, Кокуо, но в итоге побеждён в одном из самых изнурительных сражений с Рао. Дзюдза заявляет во время боя, что его тело движется «по собственной воле», и действительно через некоторое время после смерти Дзюдзы, его тело держалось вертикально и даже ранило Рао одним ударом, прежде чем упасть. Рао был впечатлён Дзюдзой и приказал устроить ему достойные похороны.
Сэйю: Ёсито Ясухара

### Фудо
Фудо Горный (яп. 雲のジュウザ Юма но Фудо) — воин, использующий свою колоссальную силу и размеры, чтобы раздавить своих врагов. Фудо был когда-то безжалостным бандитом, известным как Огр Фудо (悪鬼のフドウ), чьё присутствие напугало молодого Рао, когда тот вторгся в додзё Хакуто Синкэн. Тем не менее молодая Юрия научила Фудо ценностям жизни, после чего он стал добродушным великаном и даже начал воспитывать нескольких детей-сирот в качестве приёмного отца. Фудо подружился с Кэнсиро и его товарищами, чтобы привести их в столицу Нанто и в конечном итоге раскрывает истинную личность последнего генерала. Затем Рао бросает вызов Фудо, чтобы преодолеть свой страх перед Кэнсиро. Чтобы отбросить свои страхи, Рао рисует линию позади него и настаивает, на том, что если он отступит назад за линию, его же войска должны будут убить Рао за его трусость. Несмотря на тяжёлые травмы во время боя, Фудо удалось заставить Рао немного отступить, заставив своих людей пронзить Фудо с помощью нескольких больших копьев и стрел, смертельно ранив его. Раны вскоре убивают его. После чего Рао в панике с армией сбегает.
Сэйю: Сёдзо Иидзука

### Рихаку
Рихаку Океанный (яп. 海のリハク Уми но Рихаку) — лидер и военный стратег Госясэя, специализирующимся на создании мини-ловушек. Рихаку сталкивается с Рао и оказывается сильно избитым, но его спасает Кэнсиро, который вмешался в бой. Фактически Рикаху оказался последним выжившим из своей группы (включая его дочь То, которая совершает самоубийство. Позже он становится старшим стратегом армии Хокуто — Бата и Лин, к тому времени он использует трость; подразумевая, что его способности в сражению ухудшились. Также выясняется, что он обладает обширными знаниями и историей, касающимися не только Хокуто и Нанто, но и Гэнто и Шуре.
Сэйю: Такэси Аоно

## Гэнто Кокэн
Гэнто Кокэн (元斗皇拳) — боевое искусство, практикуемое хранителями Небесного Господа (天帝Тентей). Особенность данной техники — использование энергии ки, обычно проецируемой наружу как взрыв, лезвие или луч, а иногда и как энергетический щит. Боец использует ки как лезвие для уничтожения тела противника на клеточном уровне. Их символом является Тэнтэисэи (天帝 星). Цвет ауры от отличается в зависимости от личности.

### Фалько
Фалько (яп. ファルコ Фаруко) — преемник Гэнто Кокэна. Однажды столкнулся с Рао в прошлом, когда его армия прибыла, чтобы вторгнуться в деревню Небесного Господа, но они пришли к перемирию, когда Фалько ампутировал правую ногу (позже заменённую протезом) в качестве мирного предложения. Фалько позже шантажирует Дзяко и вынужден запереть Луи, нынешнего Небесного Господа, и бороться с Кэнсиро. После того, как Луи спасли Бат и Эйн, Фалько восстаёт против Дзяко и убивает его. Позже он отправляется в Страну Шуры, чтобы спасти Лин и там на него нападает безымянный Шура. Хотя он вместе с Кэнсиро и побеждает незнакомца, оказывается тяжело ранен, после чего умирает от ран.
Сэйю: Хидэюки Танака

### Солиа
Солиа (яп. ソリア Сориа) — генерал армии Небесного Господа. Является протеже Фалько и тоже обучался технике Гэнто Кокен. Солиа потерял свой левый глаз во время матча. Бросил вызов Кэнсиро и был побеждён.
Сэйю: Митихиро Икэмидзу

### Сёки
Сёки (яп. ショウキ Сёки) — генерал армии Небесной Господа и друг Фалько. Сёки подружился с Кэнсиро в прошлом, когда тот путешествовал с больной Юрией и позволил им жить в своей деревне до смерти Юрии. Когда они впервые встретились, он отказался раскрыть своё настоящее имя Кэнсиро, опасаясь, что однажды они могут встретиться уже врагами. Спустя годы Сёки восстаёт против Дзяко и пытается скрыться из Имперской столицы с помощью Фалько, ин его убивает Сиэно.
Сэйю: Тэссё Гэнда

## Хокуто Рюкэн
Хокуто Рюкэн (北斗 琉 拳), боевой стиль, образованный наряду с Хакуто Синкэн из древнего стиля Хокуто. Для атаки, боец поражает 1109 точек тела, называемых Кэираку Хако (経 絡 破 孔), также бойцы способны применять технику Матоки (魔闘気), которая может практикующего заставить сойто с ума, превратив его в Мадзина (魔神). Другая техника — Анрю Тэнха (暗 琉 天 破), способна заставить зависнуть противника в воздухе и полностью дезориентировать его.

### Каё
Каё (яп. カイオウ  Каиоː) — первый генерал Шуры, Рашо (第一 の 羅 将). Провозгласил себя «создателем нового века» и «демоном Каё». Кровный и старший брат Рао и Токи, который остался в Шуре после того, как его братья покинули страну, когда ещё были детьми. Он очень похож на Рао, но немного выше, имеет более смуглую кожу и х-образный шрам на лице. Каё считается сильнейшим воином Шуры и один из немногих, наряду с Сином и Саузетом, кто сумел жестоко избить Кэнсиро во время их первой встречи. Он носит специально созданную броню, которая позволяет ему контролировать свою злую ауру, но может легко сжечь её, когда он развяжет все свои матоки. Он ненавидит главную родословную Хокуто, от которой происходят Кэнсиро и Хё, из-за того, что он был вынужден играть подчинённую роль перед Хё по требованию Дзюкэя, несмотря на то, что был более одарённым воином. Его ненависть усилилась после смерти его матери, которая умерла, спасая Кэнсиро и Хё.
Сэйю: Кэндзё Уцуми

### Хё

Хё

Хё (яп. ヒョウ Хё) — второй генерал Шуры, Рашо (第二の羅将). Является потомком главной родословной Хокуто и настоящим старшим братом Кэнсиро. После того, как его отделили от Кэнсиро в детстве, его воспоминания были запечатаны Дзюкэем, в результате у него остался шрам на лбу. Из-за благородного происхождения, Дзюкэй относился к Хё с большим уважением, чем к Каё и даже требовал от второго играть роль подчинённого перед Хё. В отличие от Каё, Хё показан, как более доброжелательный человек, пока не обезумел от злости после смерти Саяки. Однако приходит в себя после битвы с Кэнсиро и восстанавливает утраченные воспоминания. Он спасает Лин от воинов Шуры, в то время, как Кэнсиро борется против Каё. После того, как его воспоминания были восстановлены, он осознал, что Дзюкэй несправедливо обращался с Каё во время тренировки, понимая боль Каё, в конечном счёте он стал нести полную ответственность за действия Каё.
Сэйю: Синдзи Огава

### Хан
Хан (яп. ハン Хан) — третий генерал Шуры, Рашо (第三の羅将) и первый мастер Хокуто Рюкэн, с которым сталкивается Кэнсиро в Шуре. Использует уникальный боевой стиль позволяющий создавать ему сильные ветровые потоки кулаками. Он рассказывает Кэнсиро и его настоящем происхождении во время битвы; подразумевая, что он знал, что Кэнсиро был братом Хё и умолял его покинуть Шуру, прежде чем в конце концов умрёт от его ран. После того, как его убили, его тело в залитом в крови озере нашёл у замка Хё, который в ярости поклялся отомстить за смерть Хана.
Сэйю: Кодзи Тотани

### Шачи
Шачи (яп. シャチ Сяти) — сын пирата Акашачи. В детстве он встретился с Рао и начал восхищаться им, пока его отец работал под его командованием. В одном приключении команда его отца была атакована воинами Шуры (подразумевается, что это армия Каё); в результате Шачи остался в Шуре, а его оставшиеся люди бежали во время атаки. Там он завёл роман с Леей, местной девушкой. Вскоре он стал четвёртым учеником Дзюкэя и научился технике Хокуто Рюкэн, ради того, чтобы защищать Лею. Он начал сражаться с Шурами, в конечном итоге получив репутацию «Ракшаса» Сначала он объединяется с Кэнсиро, чтобы использовать его в своём заговоре, для уничтожения трёх «Рашо». После того, как он воссоединился с Акашачи перед его смертью, Шачи становится лояльным к Кэнсиро, жертвуя левым глазом против Хё, чтобы Кэнсиро не был схвачен. Он помогает Кэну восстановить воспоминания Хё, но позже умирает после смертельного ранения, сражаясь с самим Каё.
Сэйю: Хиротака Судзуоки

### Дзюкэй
Дзюкэй (яп. ジュウケイ Дзюкэй) — мастер техники Хокуто Рюкен, который тренировал трёх Рашо и Шачи. В прошлом оказался однажды одержимым демоном и в результате убил свою жену и ребёнка, но был спасён Рюкэном. Затем он начал обучать Каё и Хё, запечатав воспоминания Хё о Кэнсиро и его знании оригинального стиля Хокуто. Основная причина обучения Каё, Хё и Хана искусству по мнению Дзюкэя заключалась в том, что Шуре нужны защитники земли и что трое были слишком «слабыми», для того, чтобы узнать технику Хокуто Синкэн, а также намеренно подстроил ситуацию, чтобы Каё был наполнен ненавистью, а Хё был эмоционально привязан к брату. Истинные мотивы Дзюкэя кроятся в том, что он обучал детей Хокуто Синкэну, чтобы выиграть время, до того, как в Шуру вернётся преемник Хокуто Синкэн (ожидая, что это будет Рао). Позже он стал частью сопротивления Леи после того, как Хакуто Рюкэн развратил его учеников и боялся столкновения братьев с Хакуто, ожидая, что они друг друга уничтожат и прервут родословную, Однако после того, ка Каё уничтожил печать Хё и его память безвозвратно исчезла. Понимая, что сделал Каё, Хё наносит смертельный удар. Умирая, Дзюкэй сожалел о своих прошлых поступках, которые могли только навредить Шуре.
Сэйю: Кохэй Мияути

## Остальные

### Бат
Бат (яп. バット Батто) — мальчик, сопровождающий Кэнсиро в его путешествиях. Бат покинул свою родную деревню, чтобы позаботиться о себе и чтобы его приёмная мать Тойо могла лучше заботиться о своих других приёмных детях. В конце концов он оказался заключённым в родной деревне Лин, пытаясь украсть еду и был заперт в той же камере, что и Кэнсиро, где они встретились в первый раз. После побега Бат решает следовать за Кэнсиро в качестве его самозваного приятеля, надеясь использовать силу Кэна, чтобы добыть для себя пищу, но постепенно морально созревает, когда становится свидетелем многих трагических событий, в том числе и смерти его приёмной матери. Он вырастает и формирует армию Хокуто с Лин, чтобы сражаться с армией Небесного Императора, становясь разыскиваемым беглецом. У Бата есть зачаточные навыки боевого искусства, а также ограниченное знание Хокуто Синкэн. В конце манги Бат отказывается от своей любви к Лин, чтобы она и Кэнсиро могли женится наконец, жить счастливой жизнью. Однако позже Бат становится жертвой преступной банды, но Кэнсиро при помощи своей техники возвращает его к жизни.
Сэйю: Миэ Судзуки, Кэйити Намба (взрослый)

### Лин
Лин (яп. リン Рин) — девочка-сирота, которая дружит с Кэнсиро, работая тюремщиком в деревне, где встретились Кэнсиро и Бат. После того, как Кэн помогает ей восстановить свой голос (который она потеряла во время того, как бандиты убили её семью) и спасает её из банды Зида, Лин решает следовать за Кэном. Лин растёт и, будучи молодой женщиной, она формирует армию Хокуто, чтобы восстать против армии Небесного Императора. Позже Лин узнает, что она на самом деле сестра-близнец Луи, нынешней Императрицы, и была тайно отдана в руки Фалки, после того как был отдан приказ убить одну из сестёр. 
Сэйю: Томико Судзуки, Миина Томинага (взрослая)

### Мамия
Мамия (яп. マミヤ Мамиа) — лидер женский деревни, внешне похожа на невесту Кэнсиро, Юрию. Она обладает ограниченными навыками в боевых искусствах и в бою использует холодное оружие. За долго до основных событий, Дзюда убил её родителей и похитил с намерением сделать её наложницей, оставив знак «UD» на спине. В конце концов ей удалось сбежать, и оскорблённая Мамия, отказалась от своей женственности, став воином. Мамия позже завербовала Кэнсиро и Рэя в качестве опекунов своей деревни и позже сопровождала их в нескольких приключениях. Из-за внешней схожести с Юрией, у Кэнсиро стало развиваться чувство заботы к ней, хотя он этого и не признавал, также к ней привязывается Рэй. Однако, обременённая стыдом своего прошлого, она никогда не выражает свою любовь взамен. Рэй, проникший чувствами к Мамии, бросает вызов Юде и мстит за его преступления, совершенны против Мамии в прошлом. Поражённая отверженностью Рэя, Мамия вновь принимает свою женственность и отказывается от жизни война.
Сэйю: Тосико Фудзита

### Аили
Аили (яп. アイリ Аири) — младшая сестра Рэя, которая была похищена Джаги в день её свадьбы, а затем продана в рабство. Клан Фан сумел схватить её и использовал её в качестве средства для шантажа против Рэя. Аили переносила там такие страдания, что в отчаянии ослепила себя. Рэй спас её с помощью Кэнсиро, который восстановил её зрение. Она осталась в деревне Мамии и вместе с Лин, встала на защиту деревни, когда армия Кэн-о вторглась туда.
Сэйю: Ариса Андо

### Рюга
Рюга (яп. リュウガ Рюга) — брат Юрии и Дзюзы. Преемник боевого искусства Таидзан Тэнрокэн (泰山 天狼 拳), что позволяет ему вырывать куски плоти своих врагов, оставляя их с чувством холода. После ядерной войны Рюга заявил о своей лояльности к Рао, полагая, что его тирания восстановит порядок в мире. Тем не менее, он начинает сомневаться в методах Рао, когда встречает жениха сестры Кэнсиро, другого хозяина техники Хокуто Синкэн. Рюга решает бросить вызов Кэнсиро, похитив Токи и удерживая его в плену в своём замке. Кэнсиро побеждает его, только чтобы узнать, что Рюга уже умирает, перед битвой совершив сеппуку. Он показывает Кэнсиро медальон Юрии, которым дорожит, и понимает, что Юрия приняла правильное решение, выбрав Кэнсиро перед смертью.
Сэйю: Хидэюки Хори

### Аин
Аин (яп. アイン Аин) — знаменитый охотник за головами. Сражается используя уникальную боевую технику Кэнка Кэнпо (ケ ン カ 拳法). Сначала нападает на Кэнсиро, но после не долгой битвы, начинает его уважать. У него есть дочь по имени Асука, которую он защищает своей жизнью и является причиной, по которой он зарабатывает деньги. Он жертвует своей жизнью, спасая Бат, Мю, Лин и Луи от наводнения.
Сэйю: Кэн Ямагути

### Луи
Луи (яп. ルイ Руи) — сестра-близнец Лин и Небесная Императрица (天帝). Когда близняшки родились, было решено убить одну из них, но Фалько не мог заставить себя убить Лин и вместо этого оставил её на попечении своих тёти и дяди. Позже Луи была похищена Дзяко и заперта в камере, во дворце, чтобы шантажировать Фалько. Бат, Лин и Айн отправляются в Имперский замок, чтобы освободить Луи, а Кэнсиро сражается с Фалько. Когда Лин впервые встречает Луи, она узнаёт правду о своём наследии. После освобождения Луи, Фалько убивает Дзяко.
Сэйю: Ёсино Такамори

### Акашачи
Акашачи (яп. 赤鯱 Акасяти) — отец Шачи, а также одноногий и одноглазый пират с металлическим когтем, который неохотно перевёз Кэнсиро в Шуру при условии, что тот найдёт его сына Шачи, который потерялся в Шуре. Хотя в начале он изображается как жестокий пират, он действительно раскрыл свою хорошую сторону в конце, особенно когда он пытался спасти смертельно раненного Кэнсиро. Был убит Каё, который выстрелил в него арбалетом, но к тому времени Акашачи удалось найти своего сына и его новую любовь — Лею. Перед смертью, старый пират благословил сына и его девушку.
Сэйю: Даисукэ Гори, Нобуаки Какуда

### Лея
Лея (яп. レイア Рэиа) — девушка Шуры, которая нарушила закон, проповедуя против насилия. Становится подругой Шачи и даже пытается уговорить остаться в Шуре но позже сама соглашается прервать на какое то время с ним отношения для собственной безопасности. Однако перед заключительной битвой Шачи с Каё, она путешествует с ним и в конечном итоге проливает слёзы над ним в момент его смерти.
Сэйю: Масако Кацуки

### Рю
Рю (яп. リュウ Рю) — сын Рао и неизвестной женщины, которого воспитывала семья Хакури после смерти отца. Рю обладает остроумием и мужеством в молодом возрасте, поскольку он противостоит группе бандитов, угрожающих его деревне. После того, как приёмные родители Рю были убиты, Кэнсиро берёт мальчика в качестве ученика и путешествует с ним какое то время, перед тем, как внезапно исчезнуть и отдать его Бале и его сыну, так, что Рю может дальше тренироваться самостоятельно.

### Балга
Балга (яп. バルガ Баруга) — один из бывших генералов Рао. После того, как Рао умер, у него не было причин драться и он стал миролюбивым, чем воспользовался Кокэцу и сделал Балу невольником. Ему пришлось усердно работать и заботиться о его сыне Синго (シンゴ) и других детях. Позже его однако освобождает Кэнсиро, избавившись от Кокэцу и просит позаботиться о Рю, сыне Рао.
Сэйю: Масаки Тэрасома

## Критика
Критик сайта T.H.E.M отметил, что из-за старости самого произведения, персонажей теперь сложно воспринимать; насилие, насилие и насилие. «Брутальные мужики» и много унылых злодеев, постоянно появляющихся из неоткуда и клешированно убивающих невинных мирных жителей. А Кэнсиро, используя свою безумную супер-технику, нагибает их один за другим и избавляется словно от мусора. Хотя автор стремится изобразить персонажей серьёзными и с нотками драматизма, это всё становится не значимым из-за обилия абсурдного сюжета и особенно боёв. «И если вам кажется, что у Кэнсиро многовато мышечной массы, то это по меркам манги ничто, ибо враг сможет победить героя, если будет иметь иметь высоту не менее 15 футов и весить около 50 тонǃ» По мнению критика персонажи страдают сильной диспропорцией тел, что является признаком непрофессиональности их дизайнера. Бен Силлис из Den of Geek также отметил излишнею мускульстость персонажей, иронично добавив, что для достижения такой массы им «пришлось бы беспрерывно питаться белковой пищей, которой так не хватает в постапокалиптическом мире». При это по мнению критика, Кэнсиро хоть и хороший парень, но не интересен, как персонаж, который всегда оказывается сильнее своих врагов и одним пальцем способен взорвать их головы.
Ещё более разгромный отзыв оставил Ламо Месье, отметив, что манга или аниме являются пережитком своей эпохи, когда в Японии культивировалось учение кондзё (根性), призрак японского милитаризма, восхваляющего бандитизм, национализм, критику послевоенной демократии и гендерное неравенство; автор манги в полной мере проецирует это на персонажей, каждый из которых излучает чрезмерно агрессивный мачизм и маскулинность; мужественность персонажей проявляется в агрессии, нападениях, изнасилованиях; редко встречающияся женщины и девушки в сериале наоборот выражено слабы, не самостоятельны и всегда представлены как жертвы похищений и трофеи, а половой диморфизм доходит до того, что девушка может весить, как одна рука мужчины. Пацифистов сюжет тоже не прощает, давая ясно понять, что бороться со злом надо тоже насилием. По этой причине, критик не советует знакомится с произведением, которое по его заключению может привить неправильные и устаревшие ценности.

### Комментарии
1. ↑  Джаги — это отсылка к одноимённому городу Джаги-э Сархади в Иране